# مدرسه بین‌المللی

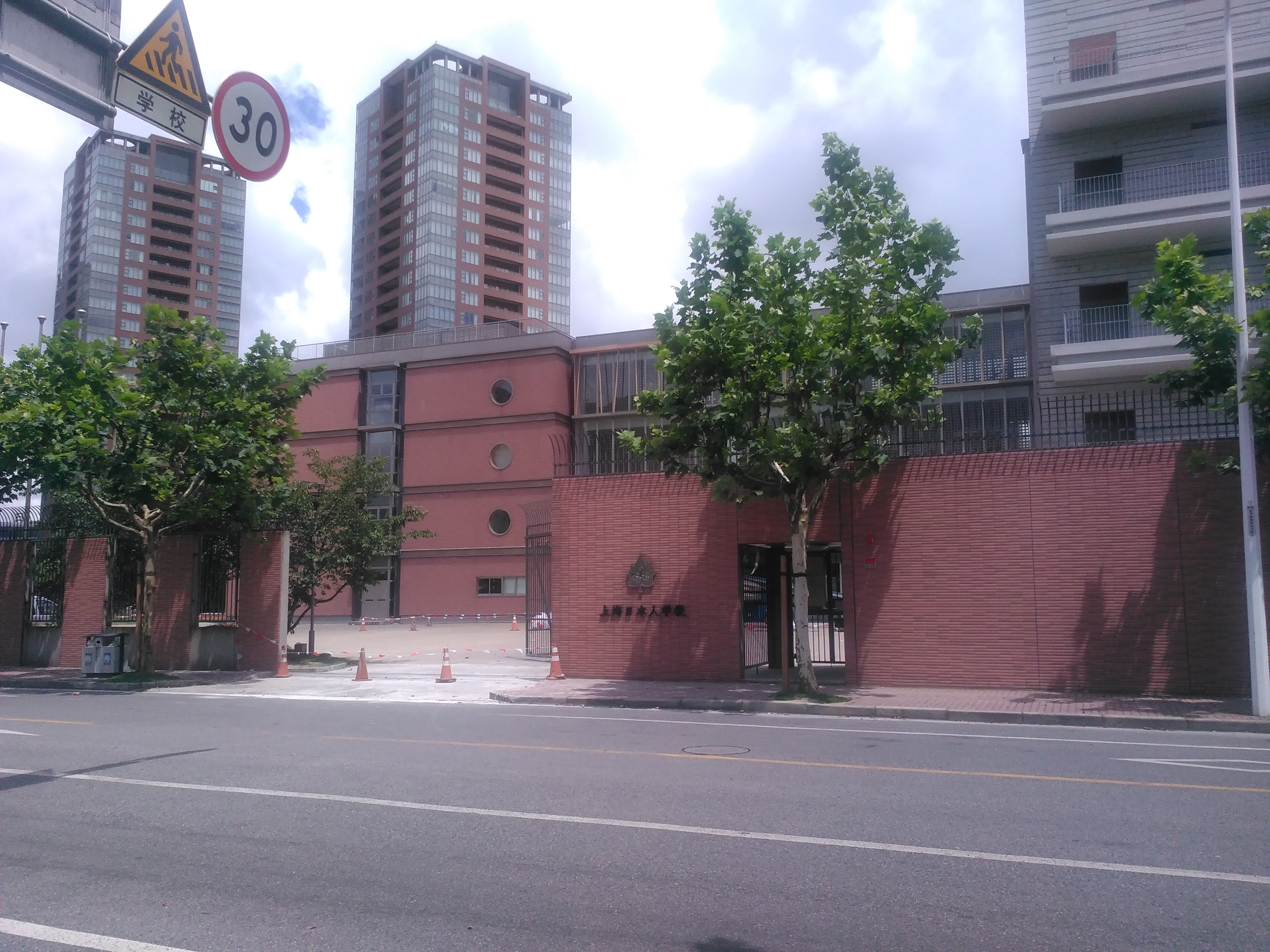

مدرسه بین‌المللی مدرسه است برای دانش آموزان خارجی، که در یک کشور دیگر تحصیل می‌کنند و مدرسه بین‌المللی عموماً به زبان انگلیسی است. سیستم آموزشی مدرسه بر پایه سیستم آموزشی ایالات متحده یا بریتانیا یا مؤسسه بین‌المللی است. گسترش و تبادل اطلاعات آموزش بین‌المللی، بسیاری از کشورها در حال پیوستن به سیستم‌های استاندارد بین‌المللی هستند. بر اساس اطلاعات سایت رسمی آی بی، تاکنون در ایران سه مرکز آموزشی رسماً به نظام آموزش بین‌المللی آی بی پیوسته‌اند.